# ORP Ślązak (L26)
ORP Ślązak (L26) (tiếng Ba Lan: Silesia) là một tàu khu trục hộ tống lớp Hunt Kiểu II do Hải quân Hoàng gia chế tạo như là chiếc HMS Bedale, nhưng được chuyển giao cho Hải quân Ba Lan lưu vong và đổi tên năm 1942. Nó đã hoạt động cho đến hết Chiến tranh Thế giới thứ hai, hoàn trả cho Anh năm 1946 và đưa về lực lượng dự bị, rồi được chuyển cho Hải quân Ấn Độ và tiếp tục phục vụ như là chiếc INS Godavari (D92) trong vai trò tàu huấn luyện. Nó ngừng hoạt động sau khi bị mắc cạn tại Maldives năm 1976 và bị tháo dỡ năm 1979.

## Thiết kế và chế tạo
Bedale thuộc vào số 33 chiếc tàu khu trục lớp Hunt nhóm II, có mạn tàu rộng hơn nhóm I, tạo độ ổn định cho một tháp pháo QF 4 in (100 mm) Mark XVI nòng đôi thứ ba, cũng như cho phép tăng số lượng mìn sâu mang theo từ 40 lên 110.
Bedale được đặt hàng vào ngày 12 tháng 12 năm 1939 cho hãng Hawthrone Leslie tại Newcastle trong Chương trình Chế tạo Khẩn cấp Chiến tranh 1939 và được đặt lườn vào ngày 25 tháng 5 năm 1940. Tên nó được đặt theo tên một rừng săn cáo tại North Riding, Yorkshire. Con tàu được hạ thủy vào ngày 23 tháng 7 năm 1941, nhưng được chuyển giao cho Chính phủ Ba Lan lưu vong vào ngày 17 tháng 4 năm 1942 và nhập biên chế như là chiếc ORP Ślązak (L26) trước khi hoàn tất vào ngày 9 tháng 5 năm 1942.

## Lịch sử hoạt động

### ORPSlazak

#### 1942

Di tản binh lính bị thương rời Ślązak sau cuộc Đột kích Dieppe

Sau khi hoàn tất việc trang bị và chạy thử máy vào tháng 6 năm 1942, Ślązak lên đường đi Plymouth để gia nhập Chi hạm đội Khu trục 15, và đảm nhiệm tuần tra tại khu vực tiếp cận Tây Nam và eo biển Manche. Sang ngày 18 tháng 8, nó nằm trong số tám tàu khu trục lớp Hunt được cử tham gia cuộc Đột kích Dieppe, vào ngày 20 tháng 8 đã cứu 85 binh lính thuộc Trung đoàn Hoàng gia Canada bị vây hãm sau cuộc đổ bộ. Con tàu bị hư hại nhẹ trong trận này, và tiếp tục nhiệm vụ tuần tra và hộ tống cho đến hết năm đó.

#### 1943
Vào tháng 1 năm 1943, Ślązak bị hư hại cấu trúc do hoàn cảnh thời tiết khắc nghiệt, và đã đi đến Liverpool để sửa chữa. Nó tiếp tục hoạt động tuần tra và hộ tống cho đến khi được điều động sang Lực lượng Hộ tống Gibraltar, và di chuyển đến Gibraltar vào tháng 5. Cùng với tàu chị em ORP Krakowiak (L115), nó được huy động tham gia Chiến dịch Husky, cuộc đổ bộ của lực lượng Đồng Minh lên Sicily, Ý, di chuyển đến ngoài khơi bãi đổ bộ vào ngày 9 tháng 7 và trực tiếp hỗ trợ cuộc đổ bộ vào ngày hôm sau.
Sang tháng 9, Ślązak được điều sang Đội khu trục 59 đặt căn cứ tại Malta để hỗ trợ cho Chiến dịch Avalanche cuộc đổ bộ của lực lượng Đồng Minh lên Salerno, và tham gia Lực lượng Đặc nhiệm 88. Nó được bố trí vào ngày 8 tháng 9 cùng các tàu khu trục ORP Krakowiak, Cleveland (L46), Holcombe (L56), Farndale (L70), Atherstone (L05), Liddesdale (L100), Calpe (L71) và Haydon (L75) trong thành phần hộ tống cho các tàu tuần dương hạng nhẹ Euryalus (42), Scylla (98) và Charybdis (88), tàu sân bay hạng nhẹ Unicorn (I72), các tàu sân bay hộ tống Attacker (D02), Battler (D18), Hunter (D80) và Stalker (D91). Sau khi hoàn tất nhiệm vụ, nó được điều sang Đội hộ tống 48 để làm nhiệm vụ hộ tống vận tải tại Địa Trung Hải.
Đến tháng 12, Ślązak được điều sang Chi hạm đội Hunt Địa Trung Hải đặt căn cứ tại Malta. Nó tham gia cùng các tàu khu trục Atherstone, Calpe, Catterick (L81), Cleveland, Haydon, Liddesdale và ORP Krakowiak trong vai trò tuần tra, hộ tống vận tải và hỗ trợ các hoạt động quân sự tại Ý.

#### 1944
Vào tháng 4 năm 1944, Ślązak được điều sang Chi hạm đội Khu trục 18 đặt căn cứ tại Malta. Nó sau đó được huy động quay trở về vùng biển nhà nhằm chuẩn bị tham gia cuộc Đổ bộ Normandy. Nó quay về Plymouth và gia nhập trở lại Chi hạm đội Khu trục 15, được phối thuộc cùng Lực lượng S đặt căn cứ tại Plymouth, và đã cùng các đơn vị khác của lực lượng thực tập chuẩn bị từ ngày 2 đến ngày 6 tháng 5. Sang ngày 18 tháng 5, nó thực tập phòng thủ ngoài khơi Brighton phối hợp giữa các lực lượng S, G và J, mô phỏng các cuộc tấn công bằng xuồng phóng lôi E-boat, tàu ngầm đối phương cũng như đối phó thủy lôi rải bằng máy bay. Trong những công tác chuẩn bị sau cùng tại Plymouth, nó được dự định cùng với tàu khu trục hộ tống Middleton (L74) sẽ bắn pháo hỗ trợ cho cuộc đổ bộ lên bãi Sword trong cuộc tấn công sắp tới.
Vào ngày 5 tháng 6, Ślązak tuần tra trong khu vực eo biển trong khi tiến hành hoạt động quét mìn. Sau đó nó cùng các tàu khu trục Scourge (G01), Serapis (G94) và Middleton hộ tống Đoàn tàu S2 vượt chặng đường từ Isle of Wight đến bãi Sword; thành phần hộ tống còn bao gồm các tàu chiến thuộc Chi hạm đội Quét mìn 15 và một số xuồng máy. Vị trí dẫn đầu của nó trong đội hình chi hạm đội mang tính biểu tượng, do hành động Đức Quốc Xã tấn công Ba Lan đã mở màn cho Thế Chiến II tại Tây Âu. Đến sáng Ngày D 6 tháng 6, nó bắn pháo hỗ trợ cho cuộc đổ bộ lên bãi Sword theo như kế hoạch, và sang ngày hôm sau được bố trí tại khu vực Lực lượng Đặc nhiệm phía Đông tuần tra phòng thủ và bắn hỏa lực hỗ trợ theo yêu cầu.
Cho đến tháng 9, Ślązak tiếp tục hoạt động tuần tra tại khu vực eo biển Manche, trong khi đối phương tăng cường các cuộc tấn công và rải mìn khu vực phía Đông eo biển Manche và cửa sông Thames. Sang tháng 10, nó chuyển sang Chi hạm đội Khu trục 16 đặt căn cứ tại Harwich, cùng với Cotswold (L54), Farndale (L70), Eglinton (L87), Hambledon (L37), Stevenstone (L16), tàu khu trục Na Uy HNoMS Arendale và tàu chị em ORP Krakowiak đảm trách tuần tra và hộ tống vận tải tại Bắc Hải và vùng eo biển.

#### 1945
Ślązak tiếp tục hoạt động dưới quyền Bộ tư lệnh Nore trong việc tuần tra bảo vệ các đoàn tàu vận tải vượt Đại Tây Dương, lúc này đã chuyển hướng vượt eo biển Manche để đến các cảng Châu Âu. Giai đoạn này không còn nguy cơ bị không kích từ Pháp, nhưng đối phương tiếp tục các hoạt động rải mìn và tấn công bằng xuồng E-boat và tàu ngầm trang bị ống hơi. Đến tháng 5, 1945, nó được điều sang Chi hạm đội Nore cùng các tàu chị em Garth (L20), Eglinton, Hambledon, Holderness (L48), Mendip (L60) và Krakowiak để hỗ trợ cho các chiến dịch chiếm đóng tại Châu Âu.

### Sau chiến tranh
Thỏa thuận cho Ba Lan mượn con tàu kết thúc vào ngày 27 tháng 7, 1946, khi các cường quốc Đồng Minh ngừng hỗ trợ cho chính phủ Ba Lan lưu vong. Con tàu được hoàn trả cho Hải quân Hoàng gia và lấy lại cái tên ban đầu HMS Bedale, nhưng được cho ngừng hoạt động vào ngày 28 tháng 9 và đưa về Hạm đội Dự bị tại Harwich.

### INSGodavari(D92)
Con tàu được chuyển cho Hải quân Ấn Độ mượn vào năm 1952. Nó được tái trang bị tại xưởng tàu của hãng Cammell Laird ở Birkenhead, và nhập biên chế như là chiếc INS Godavari (D92) vào ngày 27 tháng 4, 1953. Đến tháng 4, 1959, Ấn Độ mua lại quyền sở hữu con tàu. Nó cùng INS Gomati và INS Ganga, nguyên là những chiếc tàu chị em Lamerton và Chiddingfold tương ứng, hình thành nên Chi hạm đội Khu trục 22 Ấn Độ.
Godavari phục vụ như một tàu huấn luyện cho đến ngày 23 tháng 3, 1976, khi nó bị mắc cạn tại Maldives và hư hỏng vượt mức có thể sửa chữa hiệu quả. Con tàu cuối cùng bị tháo dỡ vào tháng 4, 1979.